# Fiji i olympiska sommarspelen 2016
Fiji deltog med 54 deltagare vid de olympiska sommarspelen 2016 i Rio de Janeiro. Landet tog totalt en medalj, och den var i guldvalör.